# Kaihua Chengguanzhen (häradshuvudort i Kina, Zhejiang Sheng, lat 29,15, long 118,41)
Kaihua Chengguanzhen (kinesiska: 城关镇, 开化, 开化城关镇) är en häradshuvudort i Kina. Den ligger i provinsen Zhejiang, i den östra delen av landet, omkring 210 kilometer sydväst om provinshuvudstaden Hangzhou. Antalet invånare är 66 097. Befolkningen består av 33 089 kvinnor och 33 008 män. Barn under 15 år utgör 16,0 %, vuxna 15-64 år 74 %, och äldre över 65 år 8,0 %.
Runt Kaihua Chengguanzhen är det ganska tätbefolkat, med 222 invånare per kvadratkilometer. Kaihua Chengguanzhen är det största samhället i trakten. I omgivningarna runt Kaihua Chengguanzhen växer i huvudsak blandskog.
Genomsnittlig årsnederbörd är 2 644 millimeter. Den regnigaste månaden är juni, med i genomsnitt 491 mm nederbörd, och den torraste är oktober, med 45 mm nederbörd.